# Земской староста
Земской староста — в Русском государстве представитель низшей княжеской и царской администрации в городах и волостях.
После замены системы местного самоуправления в XVI веке (с 1555 года) губными и земскими учреждениями в уездах, где находились торгово-ремесленные центры и не укрепилось землевладение помещиков, введено земское самоуправление, которое представляло интересы как дворянства, так и купечества. Земскую избу возглавлял земский староста, имевший в своём подчинении земских дьяков и целовальников.
Земские старосты избирались из зажиточных посадских людей и государственных крестьян на один-два года или на неопределённый срок тяглым населением, крестьянами, посадскими людьми, за исключением служилых людей, не находившихся под властью земских изб.
В компетенцию земского старосты входили вопросы использования общинной земли, записи в тягло, сбор и раскладка казённых податей, надзор за земскими дьяками, подьячими и целовальниками; в отсутствие губного старосты ведал общинной полицией. В основном его обязанности были схожи с обязанностями губских органов. Старосты собирали подати, недоимки и таможенные пошлины, привлекая к этому воеводскую администрацию; принимали участие в судах.
Псковской судной грамотой учреждены четыре вида светских судов на псковских землях, один из которых — суд земского старосты, который разбирал дела с преступниками, застигнутыми на месте преступления, дела о кражах и другие, совершённые на территории земства.